# Fraisses
Fraisses – miejscowość i gmina we Francji, w regionie Owernia-Rodan-Alpy, w departamencie Loara.
Według danych na rok 1990 gminę zamieszkiwało 3897 osób, a gęstość zaludnienia wynosiła 842 osób/km² (wśród 2880 gmin regionu Rodan-Alpy Fraisses plasuje się na 225. miejscu pod względem liczby ludności, natomiast pod względem powierzchni na miejscu 1545.).